# Sune Christoffer Abel
Sune Christoffer Abel (født 16. september 1974 i Svendborg) er en dansk skuespiller, dramalærer og iscenesætter.
Sune C. Abel er uddannet fra Skuespillerskolen ved Odense Teater i 2008. Han har også uddannelse fra Michael Chekov Studio, Århus (1997), og Dell'Arte International School of Physical Theatre, Californien (2002).

## Skuespiller
Han har bl.a. medvirket i:
- Robin Hood på Aalborg Teater (2007)
- Konsumia på Den Fynske Opera (2009)
- Before Breakfast på Den Fynske Opera (2011)
- Mænd uden Noget på Himmerlands Teater (2012)
- Tre Mand og et Billardbord på Himmerlands Teater (2014)
- Bjarne & Mong ved Teateriet Apropos i Århus (2012)
- Lil' Johnnys Mund ved Teater Katapult i Århus (2013)
- Det Blå Brev ved Eventministeriet Det Kongelige Teater (2013)
- Skipper Clement ved Teater Nord i Aalborg (2015)
- Store Illusioner på Theatret Thalias Tjenere i Århus (2016)
- Kejserens Nye Klæder ved Filuren, Århus (2016)
- GRISK ved Limfjordsteatret (2014)
- Dr. Carl von Cosels Hemmelige Liv ved Limfjordsteatret (2017)
- VRED ved Limfjordsteatret (2018)

Han har turneret med forestillinger i hele Danmark og har også turneret i Tyskland, Norge, Spanien og Italien.

## Underviser
Som dramapædagog arbejder han med særligt fokus på kropssprog, kreativitet og devising, Michael Chekhov-teknik, masker, karakter-arbejde, ensembletræning og improvisation.
Han har undervist mange steder deriblandt: TeaterTalent Nord, Randers Egnsteaters Talentlinje, TeaterTalent Vendsyssel, Opgang 2 talenthold for unge indvandrere,SGK Århus talentlinjen ved Teatret Møllen, TGK Aalborg og Mariagerfjord Teatertalentlinje. Han har været undervisningsansvarlig for talentlinjen, TeaterTalent Mors, ved Limfjordsteatret siden 2013.